# 산타클로스 마을

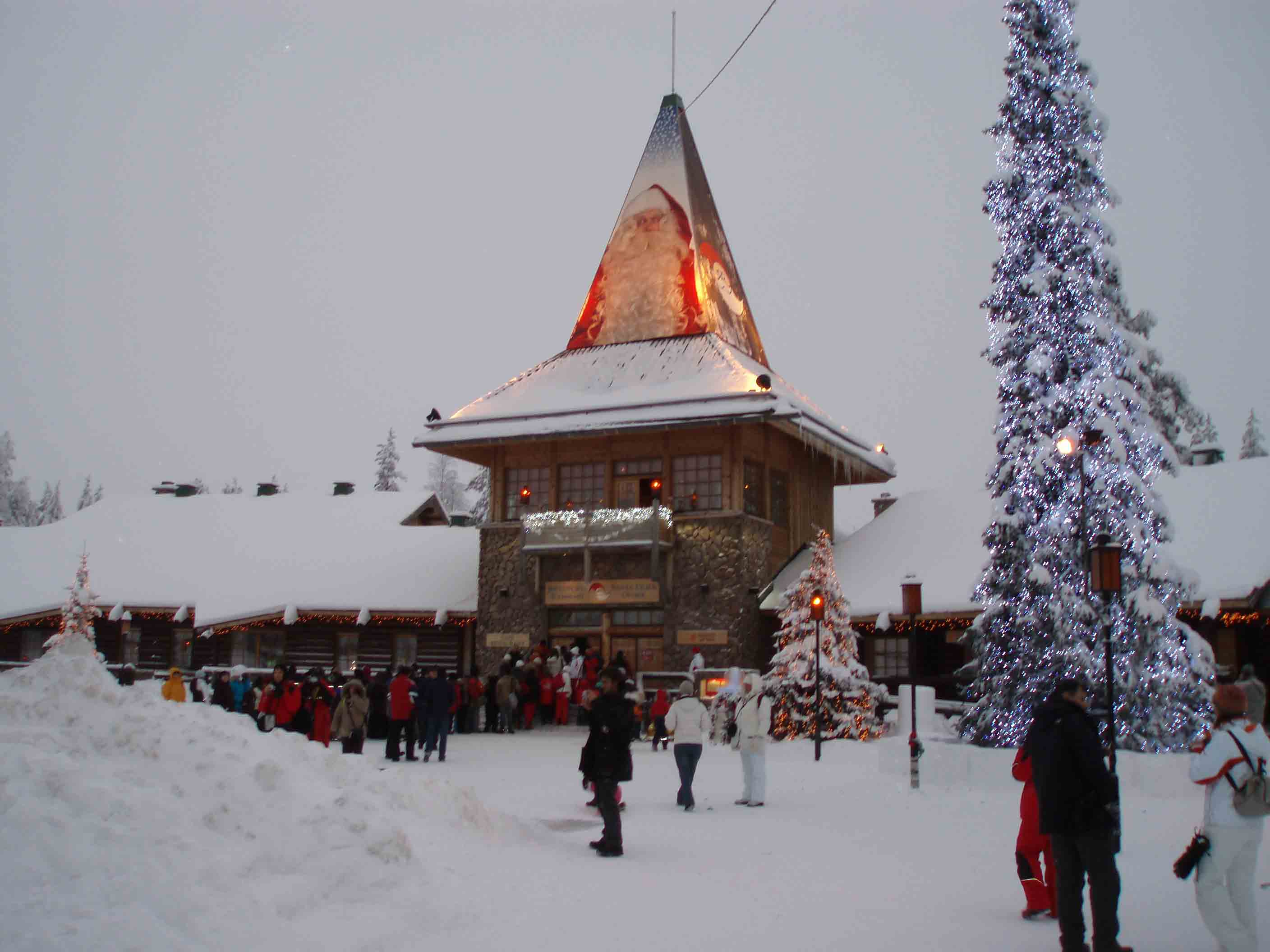

산타클로스 마을(영어: Santa Claus Village 핀란드어: Joulupukin Pajakylä)은 핀란드 라피 주 로바니에미 근처의 테마파크이다.

## 위치 및 교통
로바니에미 북동쪽에 8km, 로바니에미 공항에서 2km 되는 곳에 위치한다. 로바니에미 역에서 산타클로스 마을까지 시내 버스 8번이 운행하며 30분이 소요된다.

## 관광 명소
- 북극권: 산타클로스 마을은 북극권의 시작이기도 하다. 북극을 표시하는 흰색 라인도 표시되어 있다. 선을 넘으면 바로 북극권에 들어온다. 관광객들에게 인기가 높다.
- 산타클로스 우체국: 크리스마스 카드, CD 등 다양한 크리스마스 관련 아이템을 판매하는 대형 우체국이다. 우체국에서 발송하는 모든 메일은 산타클로스의 특별 소인이 찍혀져 있다. 방문객들은 실제로 우체국을 방문할 때 다음 크리스마스에 보내는 자신의 독자적인 메일을 지정할 수 있다.
- 산타클로스 사무실: 방문자가 찾아와서 산타클로스와 같이 사진을 촬영할 수 있다. 그러나 사무실의 문이 항상 열려 있는 건 아니다.
- 기타 여행지: 테마파크 내외에 수많은 상점과 레스토랑이 있다. 이 곳을 참조.

## 영전
탑월드에서 2007년, 2008년 두 차례에 걸쳐 두 번째 최고의 여행으로 선정되었다.